# Wawel (entreprise)
Pour l’article homonyme, voir Wawel.
Wawel est une entreprise de confiserie polonaise qui produit une grande variété de chocolats, gaufrettes et autres barres chocolatées.
Elle produit sous son propre nom et elle dispose d'une notoriété importante en Pologne et plus précisément à Cracovie, où elle est basée. Elle est nommée d'après le Wawel, une colline fortifiée et l'ancien siège des rois polonais.
Fondée en 1951, l'entreprise a été privatisée en 1992 et cotée à la bourse de Varsovie en 1998. En 2006, les trois usines historiques de Cracovie ont fermé et la production a été transférée dans une nouvelle usine à Dobczyce, dans la même région que le siège social de Cracovie.

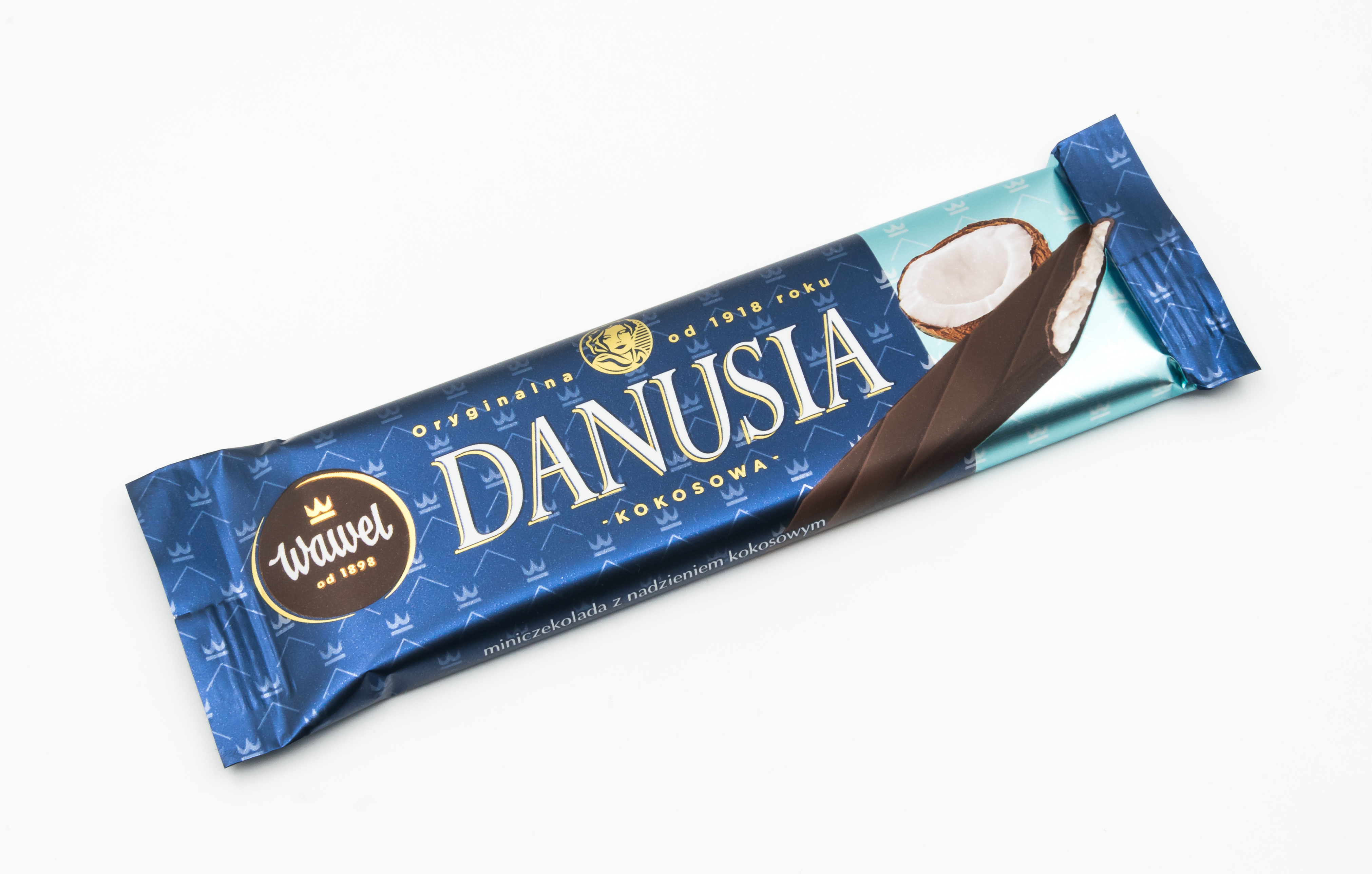
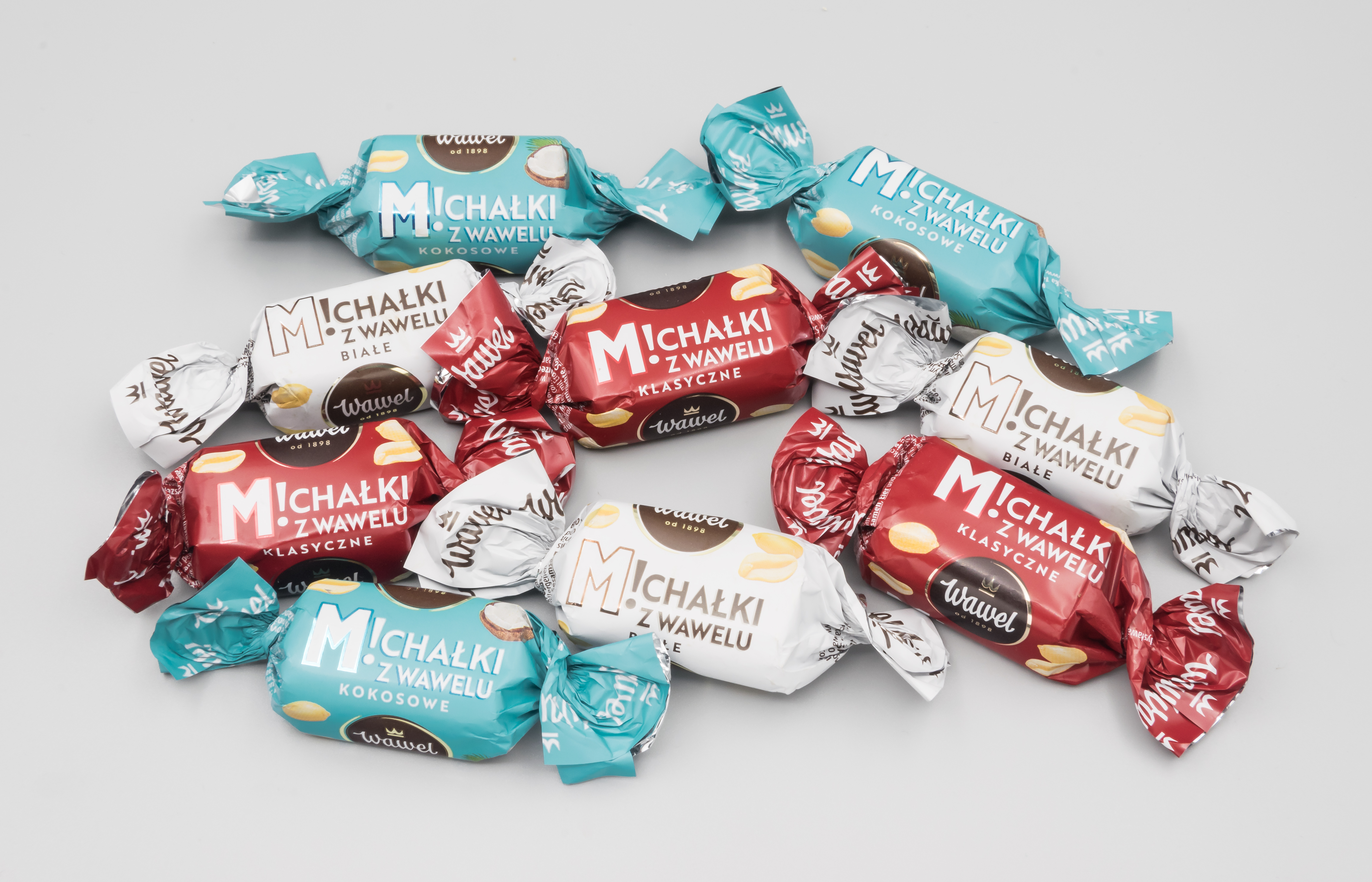